# Севасто, Антон Филиппович
Антон Филиппович Севасто (лат. Antonius Sevasto) — российский медик XVIII века; первый старший доктор петербургского сухопутного госпиталя.

## Биография
Антониус Севасто родился в Венеции; греческого происхождения и вероисповедания. Медицинским и философским наукам он обучался во время своего пятнадцатилетнего пребывания в Италии, главным образом в Падуе, где 12 декабря 1704 года получил диплом доктора медицины и философии, представив диссертацию по философско-медицинскому вопросу. 
Приглашенный на русскую службу русским послом в Польше, князем Григорием Фёдоровичем Долгоруким, через посредство грека Спиридона Астафьева, он прибыл вместе с последним в Москву 6 октября 1708 года. После допроса в Посольском приказе он был приведен к врачебной присяге на службу при петербургском сухопутном госпитале. В течение некоторого времени Севасто управлял этим госпиталем, в качестве старшего доктора, но пробыл в этой должности недолго, и вышел в отставку; на посту главврача его сменил доктор Михаэль Схендо фон дер Бех. 
Выйдя в отставку, Антон Филиппович Севасто поселился в городе Москве. После отставки архиятера И. Л. Блюментроста и временного упразднения архиятерства в 1730 году, он был членом учрежденного тогда «докторского собрания». 
Вильгельм Михайлович Рихтер утверждает, что Севасто «постоянно пребывал в казенной службе. Его имя, говорит он, находим мы между именами других врачей, служивших отлично Петру II. О нем даже упоминается в царствование императрицы Анны и во времена гораздо позднейшие», а Яков Алексеевич Чистович держится обратного мнения и указывает на существовавший тогда «обычай, по недостатку врачей, давать служебные поручения и командировки не только служащим, но и отставным докторам, но с известным денежным вознаграждением». 
В 1738 году архиятер Фишер послал Антона Севасто вместе с доктором Матвеем Минеатом на Украйну, к войскам, для борьбы с эпидемией чумы. Здесь Севасто оказал России особенно важные услуги. 16 ноября 1738 года он отправил тогдашнему кабинету из Белгорода весьма важное донесение на латинском языке. В этом донесении Севасто изложил свои наблюдения над распространившейся в Малороссии эпидемией, а также свое мнение о гнилой горячке и, особенно, об отделении больных от здоровых. В 1739 году он послал второе донесение (на итальянском языке), в котором просит отозвать его из Малороссии и отпустить в Москву, так как он изнемогает от старости и от боли в изломленной ноге. В том же году просьба его была удовлетворена. 
Антон Филиппович Севасто был женат на вдове Марии Гертруде фон дер Бругген († 1752) и имел двух сыновей — Антона и Андрея и дочь Анну. 
Донесение Антония Севасто от 16 ноября 1738 года в кабинет императрицы о моровом поветрии, свирепствовавшем в Белгородской губернии, было напечатано у Рихтера (в томе III, в прибавлении, глава XII, страница 81).